# Colaciticus
Colaciticus är ett släkte av fjärilar. Colaciticus ingår i familjen Riodinidae.
Kladogram enligt Catalogue of Life:
| Colaciticus | \| \| Colaciticus banghaasi \| \| \| \| \| \| Colaciticus johnstoni \| \| \| \| \| \| Colaciticus jordani \| \| \| \| |
|             | \| \| Colaciticus banghaasi \| \| \| \| \| \| Colaciticus johnstoni \| \| \| \| \| \| Colaciticus jordani \| \| \| \| |
|             | Colaciticus banghaasi                                                                                                 |
|             | |
|             | Colaciticus johnstoni                                                                                                 |
|             | |
|             | Colaciticus jordani                                                                                                   |
|             | |